# DPI

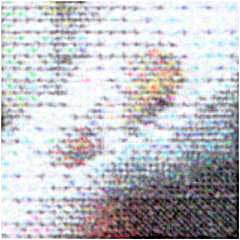
Detail teček produkovaných inkoustovou tiskárnou v konceptuální jakosti. Skutečná velikost je přibližně 0,25 palců čtverečních (0,635 cm^{2}). Lze rozlišit individuální barevné kapičky inkoustu. Tento vzorek je tištěn hustotou asi 150 DPI.

Dots per inch (DPI) je údaj určující, kolik obrazových bodů (pixelů) se vejde do délky jednoho palce. Jeden palec, anglicky inch, je 2,54 cm. Někdy se také užívá zkratky PPI čili pixels per inch, pixely na palec. Zatímco DPI označuje počet vytištěných bodů na palec obrazu vytištěného tiskárnou, PPI představuje počet pixelů na palec obrazu na monitoru počítače.
Pojem se užívá zejména v počítačové grafice či DTP.

## Příklad
Máme fotografii pořízenou 1Mpx digitálním fotoaparátem. Obrázek, který má 1280 bodů (pixelů) na šířku a 960 bodů (pixelů) na výšku, chceme vytisknout na tiskárně s rozlišením 300 DPI. Potom bude vytištěný obrázek široký
1280/300 = 4,27 v (10,84 cm)
a vysoký
960/300 = 3,20 v (8,13 cm)
Samozřejmě je možné fotografii vytisknout i s jinými rozměry, v takovém případě však nebude jeden bod původní fotografie odpovídat jednomu tiskovému bodu a je nutné provést přepočet (tzv. převzorkování neboli resampling).

## DPI v tiskárnách

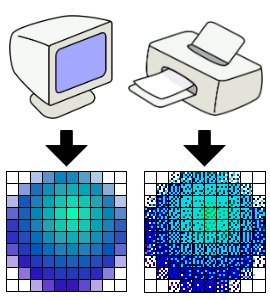
Obraz na obrazovce počítače o rozměrech 10 × 10 pixelů obvykle vyžaduje pro odpovídající reprodukci mnohem více tiskových bodů na tiskárně.

Do jisté míry platí, že tiskárny s vyšší hodnotou DPI produkují jasnější a detailnější výstup. Tiskárna nemusí mít za všech okolností stejnou hodnotu DPI; závisí to na režimu tisku. Rozsah DPI podporovaný tiskárnou je nejvíce závislý na technologii používané tiskové hlavy. Například jehličková tiskárna aplikuje inkoust pomocí malých jehliček, které přitlačují v několika bodech inkoustovou pásku na papír, a má relativně nízké rozlišení, typicky v rozsahu od 60 do 90 DPI. Inkoustová tiskárna stříká inkoust malými tryskami a je typicky schopná výkonu 300–9600 DPI. Laserová tiskárna aplikuje toner pomocí elektrostatického náboje a může mít rozsah 600 až 2400 DPI.
Pro tisk běžných dokumentů stačí 300 DPI. U fotografií by mělo rozlišení dosahovat 1200 až 2400 DPI (lidské oko je schopné vnímat nedostatky v obrazu do 2400 DPI a při vyšší hustotě bodů již jednotlivé body od sebe nerozezná). Vliv má i pozorovací vzdálenost. Typicky u letáků, které čteme z větší vzdálenosti, stačí nižší DPI.
Tiskárna většinou musí mít podstatně vyšší hodnotu DPI, než je hodnota PPI u monitoru, aby produkovala podobně kvalitní výstup. Důvodem je omezená škála barev dostupná na tiskárně. Na každé pozici bodu může nejjednodušší druh barevné tiskárny buď ponechat prázdné místo, nebo tisknout body složené z pevně daného objemu inkoustu v každém ze čtyř barevných kanálů (typicky CMYK s azurovým, purpurovým, žlutým a černým inkoustem). To je velmi málo v porovnání se standardním sRGB monitorem, kde každý pixel produkuje 256 intenzit světel v každém ze tří kanálů (RGB), aby doplňkové vytvořily 256³ = 16 777 216 barev. Množství jedinečných barev pro tištěný CMYK bod u tohoto nejjednoduššího druhu inkoustové tiskárny je jen 8, protože žádný barevný inkoust není viditelný, když se tiskne na černý a černý je používán místo CMY:
- bílý
- azurový
- purpurový
- žlutý
- modrý = azurový + purpurový
- zelený = azurový + žlutý
- červený = purpurový + žlutý
- tmavě hnědý (nepoužívá se) = azurový + purpurový + žlutý
- černý

I když některé barevné tiskárny mohou být schopny tisknout s proměnným množstvím inkoustu nebo mohou být vybaveny dodatečnými barevnými kanály, množství barev je přesto typicky menší než na monitoru. Většina tiskáren musí proto produkovat další barvy pomocí polotónů (resp. ditheringu). Výjimkou z tohoto pravidla je barevná sublimační tiskárna.
Tiskový proces může vyžadovat oblast o straně čtyř až šesti bodů, aby věrně reprodukoval barvu obsaženou v jediném obrazovém bodu. Obraz, který je 100 pixelů široký, může potřebovat od 400 do 600 bodů šířky v tištěném výstupu; jestliže obraz o rozměru 100 × 100 bodů má být tištěný uvnitř čtverce o straně 1 palec, tiskárna musí být schopná vytvořit 400 až 600 bodů na palec, aby přesně reprodukovala obraz.

## DPI v digitálních obrazových souborech
Hodnota DPI odkazuje na fyzickou velikost obrazu, který je reprodukován jako skutečná fyzická entita, například vytištěn na papíru nebo zobrazen na monitoru. U digitálně uloženého obrazu není stanovena „přirozená“ fyzická velikost (měřená v palcích nebo centimetrech). Některé digitální formáty souboru zaznamenají DPI hodnotu, která má být použita při tisku. Toto číslo dává tiskárně informaci o zamýšlené velikosti obrazu, nebo, v případě naskenovaných obrazů, velikost původního snímaného objektu. Například bitmapový obraz může měřit 1000 × 1000 obrazových bodů. Jestliže je označen jako 250 DPI, je to instrukce pro tiskárnu tisknout ve velikosti 4 × 4 palců. Změna DPI na 100 by přiměla tiskárnu tisknout ve velikosti 10 × 10 palců. Ovšem měnící se hodnota DPI by neměnila velikost obrazu v pixelech, které by zůstávalo 1000 × 1000.
Obraz může také být převzorkován, což změní množství pixelů v obraze a tím i velikost nebo rozlišení obrazu, ale tato operace je zcela odlišná od jednoduchého nastavení nové hodnoty DPI pro soubor.
Pro vektorové obrazy nenastává žádné převzorkování obrazu při změně velikosti, a tedy není žádné DPI v souboru, protože jsou obrazy nezávislé na rozlišení (tiskne se stejně kvalitně u všech velikostí). Nicméně může být udána ještě cílová tisková velikost. Některé obrazové formáty, jako je například formát Adobe Photoshop, mohou obsahovat bitovou mapu i vektorová data ve stejném souboru. Nastavováním DPI v takovém souboru změníme zamýšlenou tiskovou velikost bitmapové části dat a také zamýšlenou tiskovou velikost odpovídajících vektorových dat při zachování vzájemného poměru. Podobně se řeší použití vektorového textu v bitmapových obrazových formátech.
Jiné formáty, například PDF, jsou primárně vektorové formáty, do nichž mohou být vloženy bitové mapy. V těchto formátech je při tisku DPI bitových map přizpůsobeno. Proces je proti Photoshopu (jenž je primárně bitmapový) obrácen, ale vzájemný poměr mezi vektorovými a bitmapovými daty zůstává také zachován.

## Navrhované alternativy
Existují návrhy na náhradu DPI údajem o vzdálenosti sousedních bodů (inter-dot spacing) v mikrometrech (µm).
- Například rozlišení 72 DPI odpovídá asi 350 µm, 96 DPI 265 µm, 160 DPI 160 µm, 300 DPI 85 µm, 4000 DPI 6,4 µm.
- Naopak 1 µm odpovídá 25 400 DPI, 30 µm 850 DPI, 200 µm 127 DPI.

Jsou také návrhy na používání „bodů na centimetr“ (DPCM).
Rozlišení monitorů počítačů se obvykle charakterizuje roztečí bodů (anglicky dot pitch, v milimetrech), která udává odstup mezi nejbližšími trojicemi subpixelů (tj. červený, zelený a modrý bod, který tvoří jeden pixel).